# A.P. Møller-Mærsk

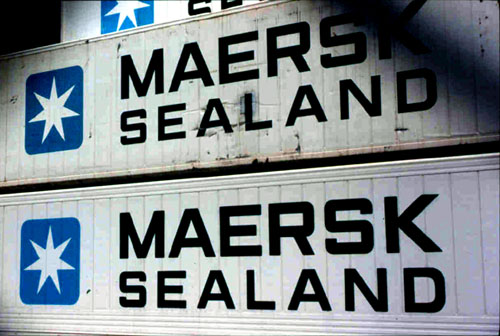
Kontenery z logo Maersk

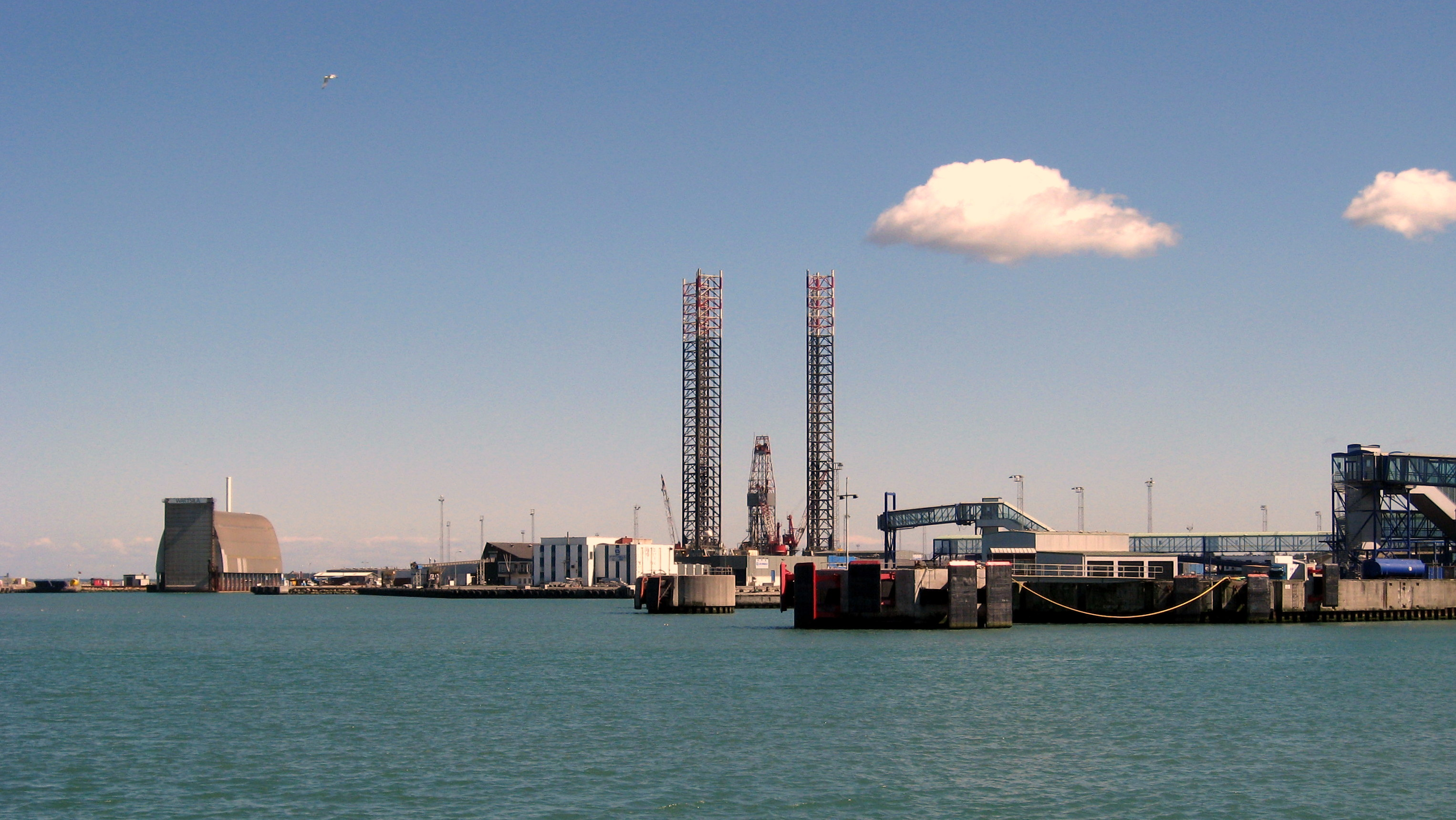
Platforma wiertnicza Mærsk Guardian podczas renowacji w porcie w Hirtshals (Dania) w 2011

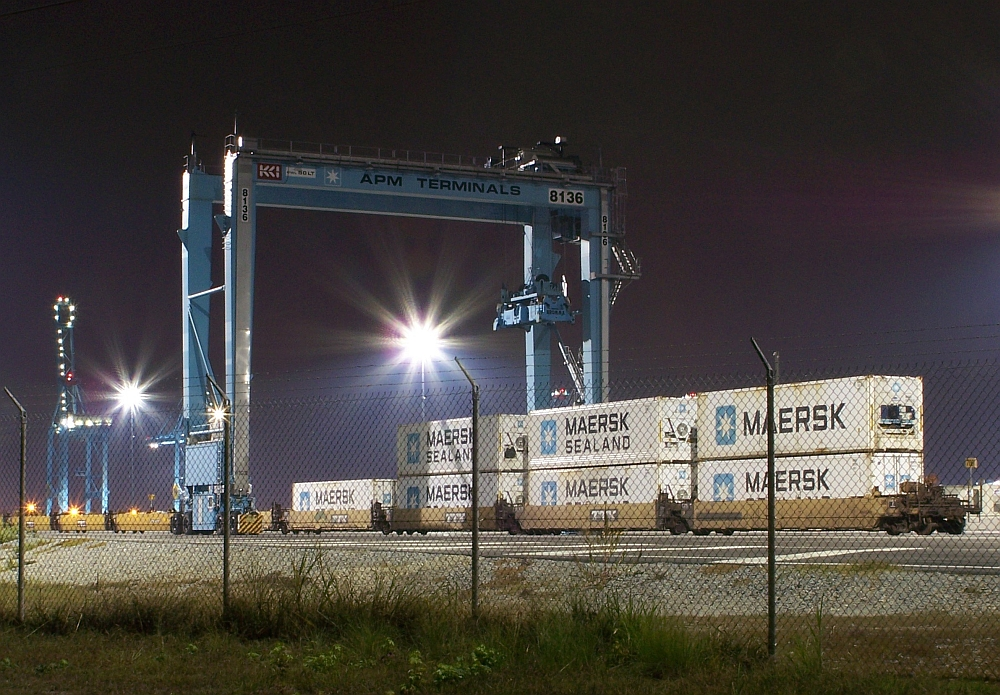
Terminal w Portsmouth w Stanach Zjednoczonych Ameryki

A.P. Møller-Mærsk A/S – duński konglomerat bardziej znany jako Maersk. Maersk prowadzi działalność w różnych sektorach biznesu, głównie w ramach transportu i energii. Jest drugim największym morskim operatorem kontenerowym.

## Obszary działalności
Działalność A.P. Møller-Mærsk podzielona jest na główne segmenty: żegluga kontenerowa oraz działania powiązane, terminale kontenerowe APM Terminals, tankowce, ropa naftowa, gaz ziemny oraz inne.

### Żegluga kontenerowa
Żegluga kontenerowa – jest to największy obszar działalności dla A.P. Møller-Mærsk, zapewniając prawie połowę przychodów grupy w 2008 roku. Na całym świecie prowadzi usługi kontenerowe, logistyczne i spedycyjne pod markami: Maersk Line, Safmarine i Damco.

#### Maersk Line

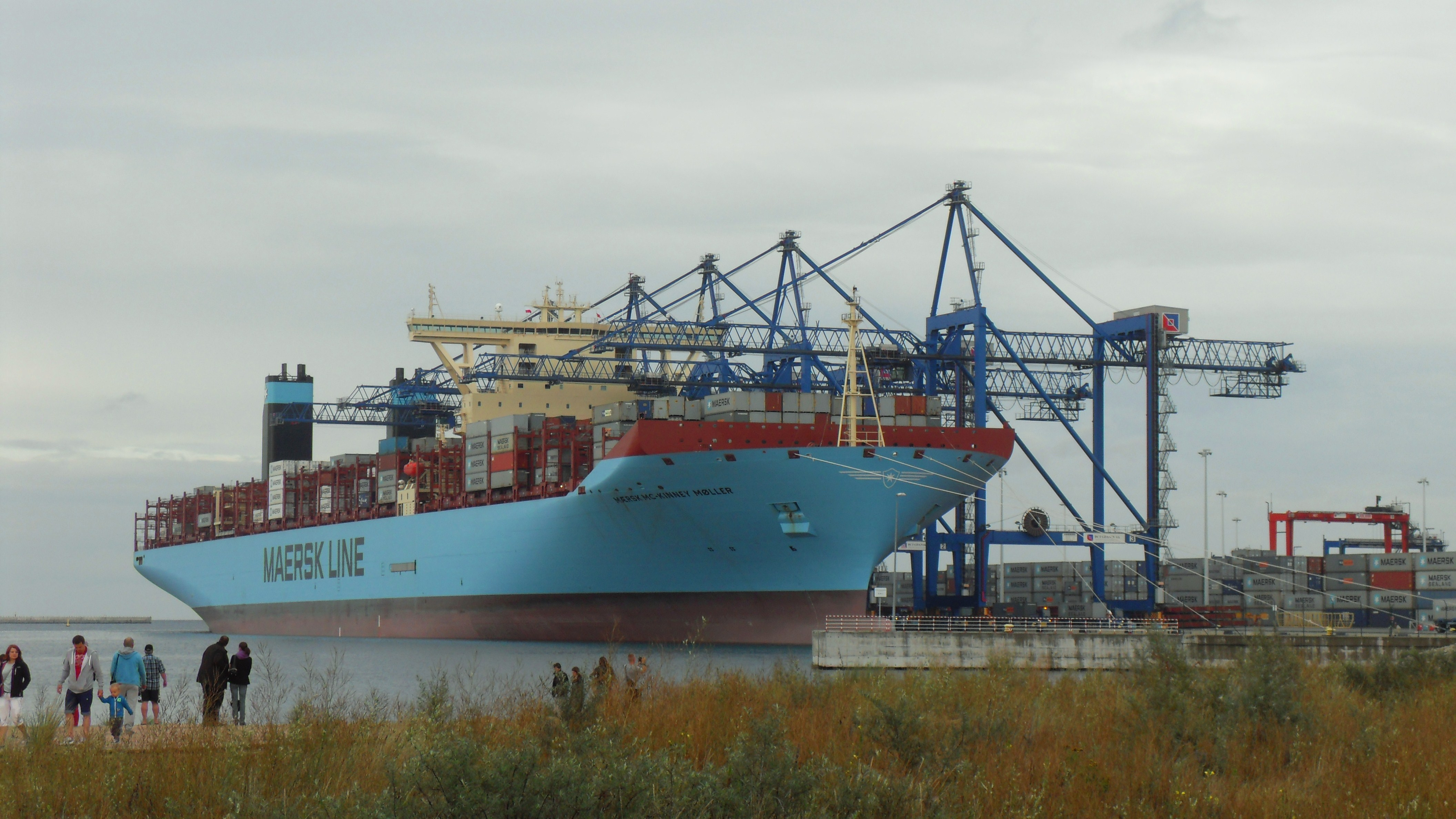
Mærsk Mc-Kinney Møller w terminalu kontenerowym DCT w Gdańsku w 2013

Największą jednostką działającą w A.P. Møller-Mærsk pod względem przychodów i pracowników (ponad. 100 tys. pracowników) jest Maersk Line. Flota statków kontenerowych do 2022 roku była największa na świcie. Na 2025 rok, flota Maersk składa się z ponad 700 statków i stanowi ponad 14% transportu światowego kontenerów, z flotą o łącznej pojemności 4,56 mln TEU, ustępując tylko MSC.
W 2006 roku został dostarczony do Maersk Line z Odense Steel Shipyard, największy wtedy kontenerowiec na świecie Emma Maersk. Jest on jednym z najbardziej przyjaznych dla środowiska kontenerowców i posiada cechy, które przyczyniają się do ograniczenia emisji poprzez obniżenie zużycia paliwa, takie jak zaawansowany system efektywności energetycznej, system odzysku ciepła odpadowego oraz sterowany elektronicznie silnik. W 2013 roku zwodowano kolejny największy i najdłuższy kontenerowiec na świecie, MS Mærsk Mc-Kinney Møller z serii Triple-E-Klasse.

##### Sojusz 2M
W 2015 roku Maersk i MSC zainicjowały 2M Alliance, umowę o współdzieleniu statków na trasach Azja-Europa, transpacyficznych i transatlantyckich. 2M Alliance obejmował 185 statków o szacowanej pojemności 2,1 miliona TEU, rozmieszczonych na 21 liniach. 25 stycznia 2023 roku dyrektor generalny Vincent Clerc z A.P. Moller – Maersk i dyrektor generalny Soren Toft z MSC ogłosili we wspólnym oświadczeniu prasowym, że dwie linie żeglugowe zakończą 2M Alliance w styczniu 2025 roku.

##### Sojusz Gemini
Od lutego 2025 Maersk działa w sojuszu wraz z Hapag-Lloyd, w ramach Gemini Alliance. Celem współpracy wg spółek jest zwiększenie efektywności operacyjnej przez utworzenie 26 usług oceanicznych skupiających się wokół 12 portów (10 z nich będących w kontroli spółek sojuszu) wraz z 32 usługami wahadłowymi. Na 2025 rok, jest to jedyny sojusz dla obu spółek.
Porty w Wilhelmshaven i Bremerhaven mają zyskać najbardziej z tego sojuszu z racji bycia hubami przeładunkowymi.

#### Safmarine
Safmarine są niezależnymi liniami żeglugowymi w grupie A.P. Møller-Mærsk z korzeniami w Afryce. Przewoźnik dysponuje flotą ponad 40 statków kontenerowych i ponad 40 wielofunkcyjnych.

#### Damco
Damco jest nową marką powstałą po połączeniu marki działu logistycznego A.P. Møller-Mærsk, znanego wcześniej jako Maersk Logistics, z Damco.
Damco bierze udział w zarządzaniu łańcuchem dostaw i rozwiązań spedycyjnych na całym świecie.

#### Maersk Line, Limited
Maersk Line, Limited, jest to amerykański koncern, filia A.P. Møller-Mærsk, która zarządza flotą statków pływających pod banderą USA i amerykańskich agencji rządowych. Z siedzibą w Norfolk w Wirginii, zarządza największą na świecie flotą statków pływających pod banderą USA.

### APM Terminals – terminale kontenerowe
W AP Møller-Mærsk działa około 50 terminali kontenerowych na całym świecie. APM Terminals International ma swoją siedzibę w Hadze, w Holandii.
- Europa: Algeciras, Århus, Bremerhaven, Cagliari, Konstanca, Dunkierka, Genua, Gioia Tauro, Göteborg, JadeWeserPort w Wilhelmshaven, Królewiec, Hawr, Rotterdam, Zeebrugge.
- Ameryka Północna: Charleston, Houston, Jacksonville, Kingston, Los Angeles, Miami, Nowy Jork/New Jersey, Mobile, Nowy Orlean, Port Elizabeth, Oakland, Portsmouth, Port Everglades, Port of Savannah, Tacoma.
- Ameryka Południowa: Buenos Aires, Itajai.
- Azja: Aqaba, Bahrajn, Cai Mep (Wietnam), Dalian, Kaohsiung, Kobe, Laem Chabang (Tajlandia), Bombaj, Pipavav, Port Qasim, Qingdao, Tanjung Pelepas, Salala, Szanghaj, Jokohama.
- Afryka: Abidżan, Apapa, Duala, Port Said, Onne Port (Nigeria), Tangier.

## Zarządzanie
Przychody grupy:
| Rok  | Przychody [mln USD] | Wynik netto [mln USD] |
| ---- | ------------------- | --------------------- |
| 2020 | 39 740              | 2 900                 |
| 2021 | 61 787              | 18 033                |
| 2022 | 81 529              | 29 321                |
| 2023 | 51 065              | 3 908                 |
| 2024 | 55 482              | 6 232                 |

Wybuch pandemii koronawirusa doprowadził do poważnych zakłóceń w globalnych łańcuchach logistycznych i gwałtownego wzrostu stawek. W 2021 r. obroty i zyski wzrosły ze względu na 60% wyższe zyski za przetransportowany kontener, a w 2022 r. nastąpił dodatkowy wzrost średnio o 40%, pomimo faktu, że od sierpnia 2022 r. nastąpił gwałtowny spadek stawek. W 2023 r. stawki kontenerowe ponownie gwałtownie spadły, co spowodowało gwałtowny spadek obrotów i zysku netto.

## Historia
A.P. Møller-Mærsk powstało w 1904 w Svendborgu, jako przedsiębiorstwo żeglugowe Dampskibsselskabet Svendborg, założone przez kapitana Petera Mærsk-Møllera oraz jego syna Arnolda Petera Møllera (1876-1965). A.P. Møller miał czworo dzieci, po dwoje z każdą z dwóch jego żon: Chastine Estelle Robertą Mc-Kinney i urodzoną w Norwegii Pernille Ulrikke Amalią Nielsen. Drugim dzieckiem A.P. Møllera był Arnold Mærsk McKinney Møller (1913–2012), który w 1939 został partnerem, a po śmierci ojca w czerwcu 1965 został dyrektorem generalnym (prezesem) spółki, na tym stanowisku pozostając do 1993, kiedy zastąpił go Jess Soderberg. Począwszy od roku 1965, Mærsk Mc-Kinney Møller był także przewodniczącym rady nadzorczej nie rezygnując z tej pozycji aż do grudnia 2003, kiedy osiągnął wiek 90 lat. Do śmierci w 2012 był jednym z „właścicieli zarządzających spółką”. Przewodniczącym został Michael Rasmussen Pram.
Od 1 grudnia 2017 roku, Maersk jest właścicielem 100% akcji Hamburg Süd. W 2023 roku ogłoszono, że marka Hamburg Süd zostanie zastąpiona marką Maersk.
Kryzys na Morzu Czerwonym miał znaczący wpływ na żeglugę od listopada 2023 roku. W maju 2024 r. Maersk oszacował wpływ jako utratę zdolności przewozowych na poziomie 15–20% w całej branży żeglugi handlowej, w oparciu o drugi kwartał roku obrotowego. Maersk ogłosił również, że jego statki zmieniają trasę wokół Przylądka Dobrej Nadziei, aby uniknąć dalszych ataków.